# Kyaunggyigon
Kyaunggyigon est un village situé dans le canton de Kalewa, dans le district de Kale, dans la région de Sagaing, dans l'ouest de la Birmanie. Un affrontement avec sept japonais s'est produit à Kyaunggyigon pendant la Seconde Guerre mondiale.